# Ludwig Geiger
Pour les articles homonymes, voir Geiger.
Ludwig Moritz Philipp Geiger, né Lazarus Abraham Geiger le 5 juin 1848 à Breslau (province de Silésie) et mort le 9 février 1919 à Berlin, est un historien juif allemand, spécialisé dans les domaines littéraire et culturel. Fils d'Abraham Geiger, il est l'un des représentants du judaïsme réformé.

## Biographie
Né en 1848 à Breslau, Ludwig Geiger est le fils du rabbin réformiste Abraham Geiger (1810-1874) et de son épouse Emilie née Oppenheim. 
Il étudie l'histoire et la philologie à Heidelberg, Göttingen et Berlin. Nommé maître de conférences à l'université Humboldt de Berlin en 1870, il soutient sa thèse d'habilitation en histoire, sous la direction de Leopold von Ranke, à Berlin en 1873 ; elle porte sur les jugements portés par les écrivains grecs et romains, dans leurs écrits, sur les Juifs et le judaïsme. Juif, Geiger ne devient professeur, avec la chaire d'histoire moderne, qu'en 1880, mais est conseiller privé en 1908.
Ses recherches les plus importantes concernent l'histoire de l'humanisme, domaine auquel il a contribué par des études telles que Nikolaus Ellenbog, ein Humanist und Theolog des sechzehnten Jahrhunderts (Nicolas Ellenbog, un humaniste et un théologien du seizième siècle) en 1870, Johannes Reuchlin, sein Leben und seine Werke (Jean Reuchlin, sa vie et ses travaux) en 1871, Petrarca (Pétrarque) en 1874, une étude sur l'importance de Pétrarque comme auteur et disciple, et Renaissance und Humanismus in Italien und Deutschland (Renaissance et Humanisme en Italie et en Allemagne) en 1882.
Il a mis à jour Die Kultur der Renaissance in Italien (La Culture de la Renaissance en Italie) de Jacob Burckhardt (septième édition, deux volumes, Leipzig, 1899).
S'attachant à des travaux philologiques sur l'œuvre de Goethe, Geiger fonde en 1880 l'Annuaire Goethe (Goethe-Jahrbuch), dont il est le rédacteur jusqu'à son éviction, en 1913, liée à sa judéité.
Dans ses cours à l'université de Berlin de 1903 et 1904, il s'intéresse à la question de l'existence d'une littérature juive-allemande. Ils sont publiés en 1910 sous le titre : la Littérature allemande et les Juifs (Die deutsche Literatur und die Juden).
Il a également publié Vorträge und Versuche en 1890, Berlin, 1688-1840 en 1893-1895, Das junge Deutschland und die preussische Zensur (la Jeune-Allemagne et la censure prussienne) en 1900, Bettina von Arnim und Friedrich Wilhelm IV (Bettina von Arnim et Frédéric-Guillaume IV) en 1902, Aus Chamissos Frühzeit en 1905, Goethe und Zelters Briefwechsel (Correspondance entre Goethe et Zelters) en 1905, Chamissos Leben (Vie de Chamisso) en 1907, Chamissos Werke (Travaux de Chamisso) en 1907, Der Briefwechsel Goethes mit Humboldt (la Correspondance de Goethe avec Humboldt) en 1908, Charlotte von Schiller en 1908.

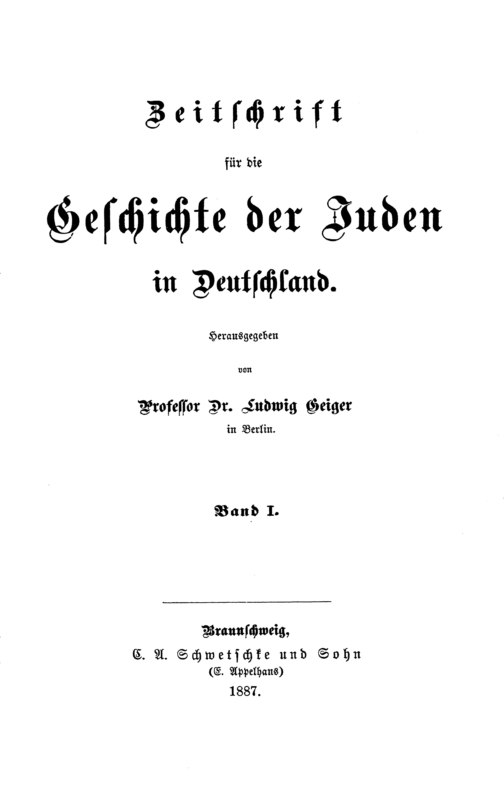
Zeitschrift für die Geschichte der Juden in Deutschland (1887)

Outre ses recherches sur l'histoire culturelle, Geiger a écrit sur l'histoire des Juifs en Allemagne. Propriétaire et rédacteur du Zeitschrift  für Geschichte der Juden in Deutschland (Revue pour l'histoire des Juifs en Allemagne), qui représente cinq volumes (1886-1892), il a publié Das Studium der hebräischen Sprache in Deutschland vom Ende des 15ten bis zur Mitte des 16ten Jahrhunderts (L'étude de la langue hébraïque en Allemagne de la fin du XVe au milieu du XVIe siècle) en 1870 et surtout Geschichte der Juden in Berlin (Histoire des Juifs à Berlin) en 1871, ouvrage en deux volumes commandité par la communauté juive de la capitale allemande, qui est demeuré un texte de référence. 
Adhérent de plusieurs organisations juives, il est, durant plusieurs années, membre du Repräsentatenversammlung de Berlin, fait du conseil d'administration des Gesamtarchivs der deutschen Juden, de la Zunz-Stiftung et de l'Institut pour l'étude du judaïsme (Hochschule für die Wissenschaft des Judentums). En 1908, il succède à Gustav Karpeles comme rédacteur en chef de l'Allgemeine Zeitung des Judentums.
Installé un temps à Paris, il a traduit en allemand plusieurs travaux d'Ernest Renan : Paul, La Vie de Jésus et L'Antéchrist.
Exposée à des attaques antijuives de son vivant, il tombe dans l'oubli après sa mort, y compris parmi les Juifs, principalement du fait de ses positions libérales radicales et antisionistes. Ces dernières années, on assiste à un renouveau d'intérêt, limité pour l'heure à ses études sur Goethe et sa contribution à la littérature juive-allemande.
La bibliothèque privée de Ludwig Geiger est conservée dans la bibliothèque publique de Berlin-Wilmersdorf, une partie étant dans la bibliothèque Dietrich Bonhoeffer de Berlin. 